# HD95811
HD95811 — хімічно пекулярна зоря спектрального класу
F0 й має видиму зоряну величину в смузі V приблизно  9,4.

## Пекулярний хімічний склад
Зоряна атмосфера HD95811 має підвищений вміст 
Cr
.